# 少年の翼
『少年の翼』（しょうねんのつばさ）は、BLOWの1枚目のシングル。

## 内容
TBS系『たけし・所のドラキュラが狙ってる』エンディング・テーマ。カップリング「ANGEL NOISE」は、同局『Daytona-TV』エンディング・テーマ。

## 収録曲
作詞：沢村大和　作曲：野中則夫　編曲：鈴木英利
1. 少年の翼
2. ANGEL NOISE
3. 少年の翼 (inst.)